# Bärpfeife
Con bärpfeife ci si riferisce a un particolare registro dell'organo. In tedesco il nome significa, letteralmente, canna dell'orso o fischio dell'orso, anche se non sussiste alcun legame con l'animale in questione.

## Struttura
Il bärpfeife, tipico della tradizione organaria tedesca, è uno dei registri più antichi, apparso a metà del XVI secolo. Si tratta di un registro ad ancia a tuba corta, appartenente alla famiglia del  regale e dotato di un suono delicato e e poco penetrante. Secondo i musicologi esisteva nelle misure da 32', 16', 8' e 4', ma sono giunti fino al XXI secolo solo registri da 8'.
Le canne del bärpfeife sono in metallo e sono dotate di risuonatori, spesso costruiti con forme fantasiose. La forma più comune consiste in due tronchi di cono sovrapposti e saldati alle rispettive basi, con, a volte, un ulteriore tronco di cono nella parte superiore. Il suono prodotto da questo registro è morbido e vellutato.